# Гіппонік (стратег)
Гіппонік (*Ἱππόνικος, після 479 до н. е.  —бл. 422 до н. е.) — давньогрецький політичний та військовий діяч Афінського поліса. У просопографічній та генеалогічній літературі для зручності зазвичай йменується Гіппоніком III. Учасник Пелопоннеської війни.

## Життєпис
Походив з впливового жрецького роду Керіків, його гілки, що звалася Каллії. Народився на початку 470-х років до н. е. Одружився з донькою Мегакла Алмеонідою. Успадкував від батька жрецьку посаду дадуха (факелоносца) в Елевсинському культі Деметри. Також успадкував родинний спадок, тому вважався найбагатшим з афінян, а, можливо, і з усіх греків. За повідомленням Ксенофонта, він здавав в оренду 600 рабів для Лаврійських срібних копалень, і отримував 1 міну на день. Гіппонік піддавався нападкам недоброзичливців, що заздрили його статкам, а також був об'єктом глузувань комічних поетів Евполіда і Кратіна, які насміхаються над його червоним обличчям.
У 450-х роках до н. е. розлучився з дружиною. Невдовзі одружився вдруге. За словами Андокіда, Гіппонік володів трапедзою (контрора мінял і надання кредитів). По місту ходила завзята чутка «про те, що Гіппонік годує в своєму будинку злого духа», який поступово зруйнував його справу. На думку Андокіда, цим «злим духом» був син Гіппоніка — Каллій. Під час Архідамової війни (частини Пелопоннеської війни) земельні володіння Гіппоніка сильно постраждали від спартанських спустошень, в результаті чого частина маєтків була закладена. З цього почалися значні фінансові труднощі родини.
У 426 році до н. е. обирається стратегом. Разом з Еврімедонтом командував афінським військом, спрямованим на допомогу Нікію, що діяв в Беотії. Афіняни перемогли беотійців в битві при Танагрі. На думку Афінея, помер близько 422/421 року до н. е.

## Родина
1. Дружина — донька Мегакла
Діти:
- Каллій

2. Дружина — невідома
Діти:
- Гіппарета, дружина Алківіада